# 国立関西高級中学
国立関西高級中学（英語: National Kuanhsi Senior High School）は、台湾省新竹県関西鎮に位置する国立高等学校である。新竹県の県境に位置し、新竹県最東端の高校である。

## 沿革
- 1924年（大正13年） - 台湾公立関西農業補習学校として開校。
- 1945年（昭和20年） - 3年制の新竹州関西農林実務学校となる。
- 1946年（民国35年） - 新竹区関西中級職業師範学校となる。
- 1947年（民国36年） - 新竹県関西中学校農業専門学校に改編。
- 1949年（民国38年） - 新竹県関西高級農業職業学校となる。
- 2003年（民国92年） - 校名を国立関西高等学校に改称。